# Invicta FC 9
Invicta FC 9: Honchak vs. Hashi foi um evento de artes marciais mistas promovido pelo Invicta Fighting Championships, ocorrido em 1 de novembro de 2014 no RiverCenter em Davenport, Iowa.

## Background
Invicta FC 9 foi encabeçado por Barb Honchak defendendo seu Cinturão Peso Mosca contra Takayo Hashi .
O evento co-principal era Mizuki Inoue contra Karolina Kowalkiewicz.
Kaitlin Young foi originalmente programado para lutar Cindy Dandois mas Dandois foi forçado a se retirar devido a problemas de visto e foi substituído por Raquel Pa'aluhi.
A brasileira Herica Tiburcio que faria sua estreia na organização, Foi forçada a se retirar do evento por problemas no visto.

## Card Oficial
Pelo Cinturão Peso Mosca do Invicta FC.
Bônus
Luta da Noite: Karolina Kowalkiewicz vs Mizuki Inoue
Desempenho da Noite:  Raquel Pa'aluhi,  Jamie Moyle

## Ligações Externas
1. ↑  a[›]